# Krügerska villan

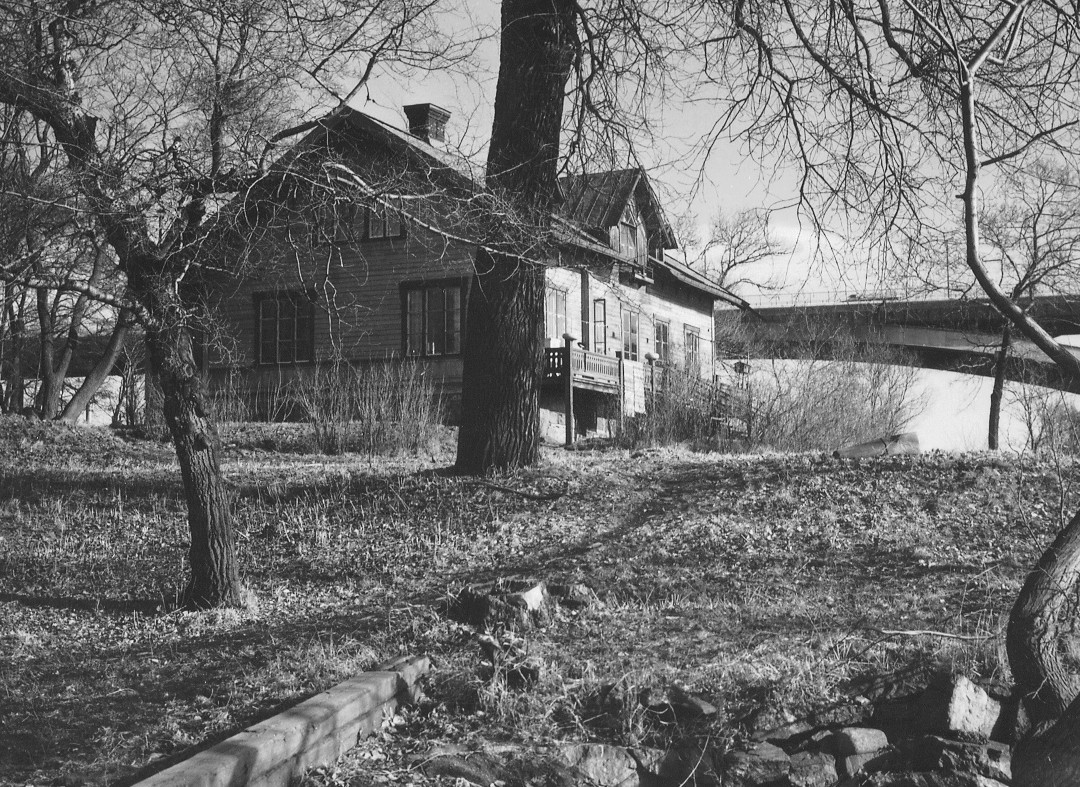
Krügerska villan, 1959. I bakgrunden syns Västerbron.

Krügerska villan var en malmgård på Smedsudden i stadsdelen Marieberg på Kungsholmen i Stockholm. Villan uppfördes på 1880-talet och totalförstördes i en brand i juni 1997. Till egendomen hörde även det så kallade ”Annexet”, vilket är bevarat och idag den enda kvarstående byggnaden på Smedsudden. Annexet är grönmärkt av Stadsmuseet i Stockholm vilket innebär ”särskilt värdefull från historisk, kulturhistorisk, miljömässig eller konstnärlig synpunkt”.

## Historik

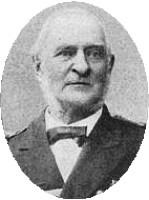
Byggherren Kreüger.

På 1870-talet förvärvade kommendörkapten Oscar Fredrik Kreüger (1824–1907) Smedsudden vid Mälaren och lät bygga en malmgård på uddens mitt. Ritningarna är daterade 1878 och upprättades av civilingenjören Albin Ferdinand Medberg. Han var även upphovsman till Torpeddepartementet på Skeppsholmen som byggdes ungefär samtidigt. Det är troligt att Kreüger kände Medberg genom detta projekt. 
Kreügers trävilla gestaltades av Medberg i den för tiden typiska schweizerstilen med omfattande fasadutsmyckningar i lövsågerier. Huset fick hel källare där köket låg. På bottenvåningen fanns sal, herrum, kabinett, förmak och sängkammare. Vinden var inredd med flera gästrum. Huset var avsett för sommarbruk. Närmaste granne i söder var Sjövillan från 1812 som brann ner i maj 1936.
År 1884 uppfördes norr om malmgården det så kallade ”Annexet” som också hörde till den Kreügerska egendomen. På bygglovsritningen från juni 1884 är huset beskrivet som ”arbetarbostadshus tillhörig Nya Ångslups Aktiebolaget i Stockholm”. Ritningens arkitekt är okänd. Även Annexets fasader ritades i schweizerstil. Huset hade till en början fyra små lägenheter om ett rum och kök på bottenvåningen och på vinden ytterligare två små lägenheter. Vinden byggdes ut 1896 och fick då två takkupor.
Kreüger sålde kring sekelskiftet 1900 Smedsuddens östra sida till Nya Ånglupsaktiebolaget. Här byggdes en hamn, verkstadslokaler, bostäder för personalen och en tvättstuga nere vid vattnet. På 1920-talet ägdes egendomen, som även omfattade Sjövillan, av ingenjör Pierre Krüger. Han själv bodde i Krügerska villan och hyrde Sjövillan ut till konstnärsgruppen Smedsuddskoloristerna.

## Villans vidare öden
På 1930-talet förvärvade Stockholms stad Kreügers del av udden och anlade en park. Därefter förföll Kreügers malmgård. Det dröjde till 1970-talet innan staden tog hand om byggnaden och lät rusta upp huset samt inredde det till café. I samband med det byggdes villan till med en stor inglasad veranda åt söder. Krügerska villan blev sedan sommarkaffe till det 1973 nyöppnade Smedsuddsbadet. Fram till årsskiftet 1996/1997 drevs kafféet av Stockholms stad som ett projekt för före detta missbrukare. Därefter stod huset oanvänt i väntan på renovering. Den 12 juni 1997 skadades Krügerska villan svårt i en brand. När brandförsvaret kom till platsen var byggnaden redan övertänd och gick inte att rädda. Resterna revs och idag återstår en gräsbevuxen platå. 
Annexvillan har från slutet av 1960-talet nyttjats av Stockholms Kajakklubb. Under en tid fanns Kafé Kajak i huset, som i sin tur hyrde in sig hos kajakklubben. För närvarande (2018) står byggnaden tom och igenbommad. Det finns planer på att Stockholms stads fastighetskontor renoverar Annexet och anordnar där någon typ av sportverksamhet och kanske ett nytt café som skall fungera året runt. Som kompensation får Kajakklubb uppföra ett nytt klubbhus på området. Staden tittar även på möjligheterna att låta återuppföra den Krügerska villan.

## Bilder

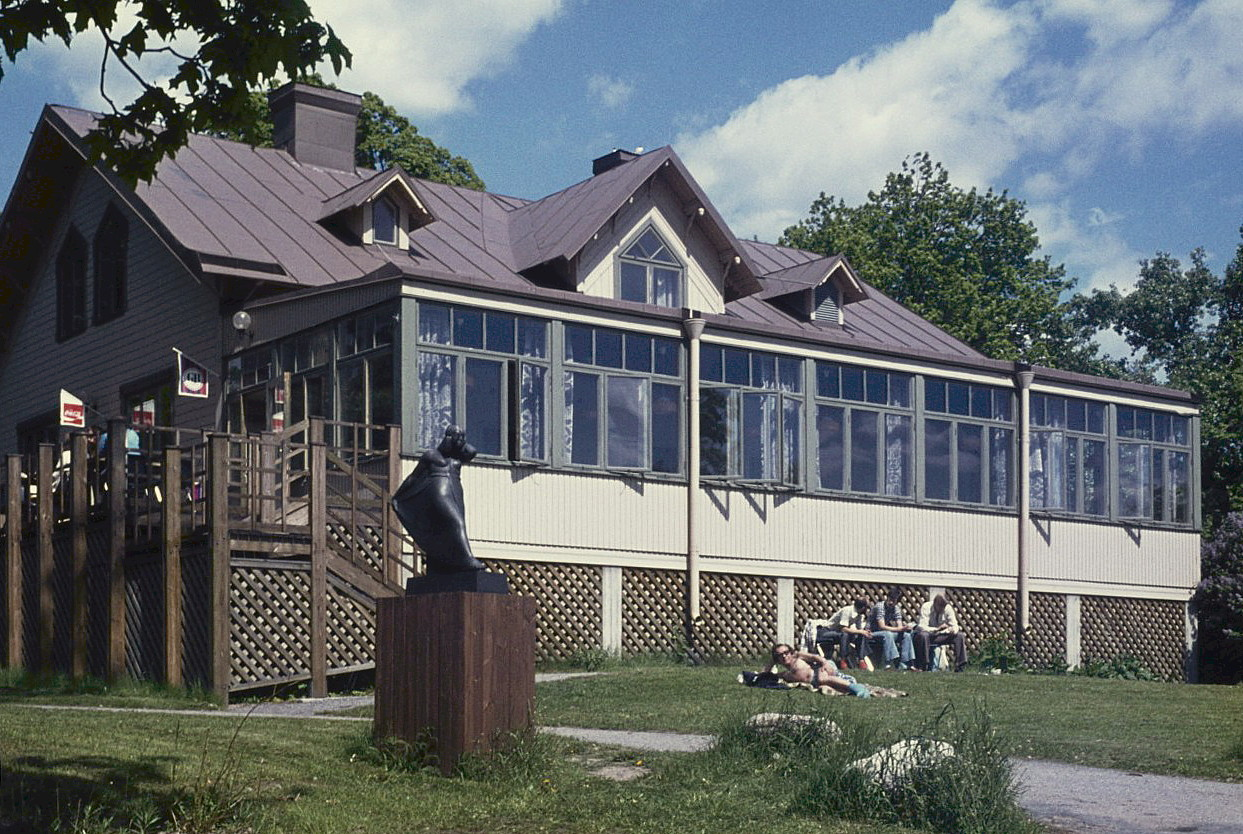
Krügersta villan med den nybyggda verandan i juli 1976.
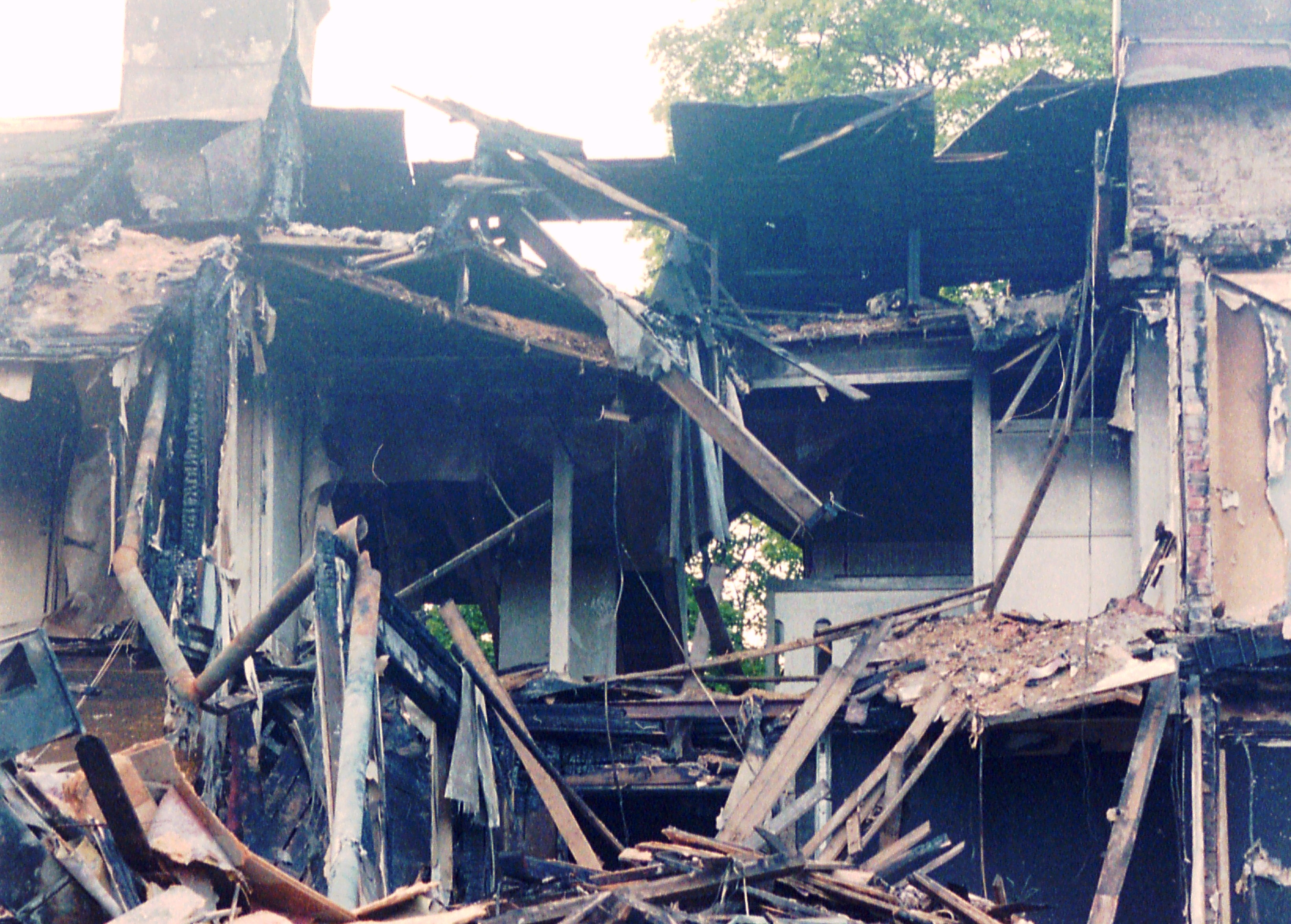
Krügerska villan efter branden i juni 1997.
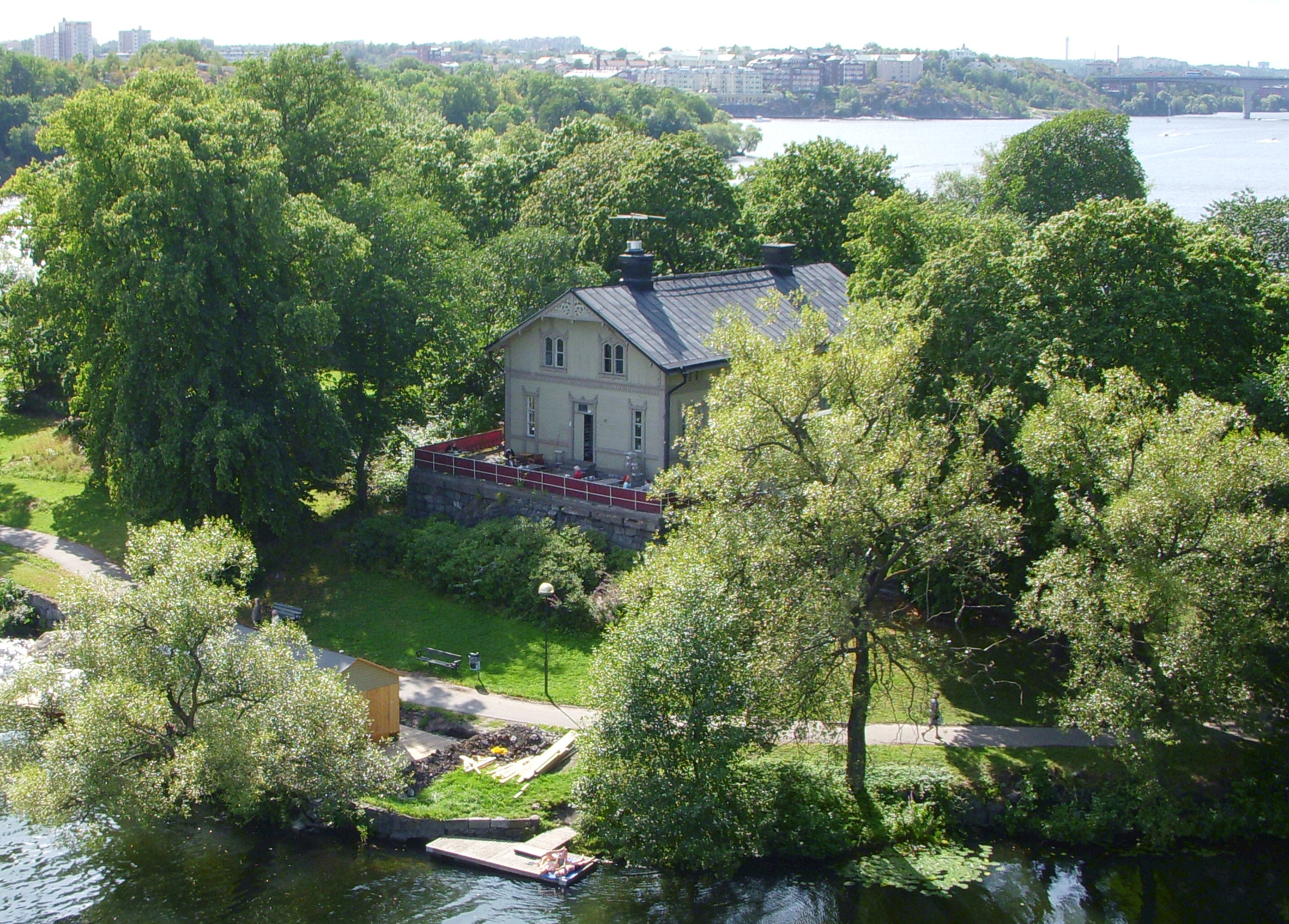
Annexvillan sedd från Västerbron, 2009.
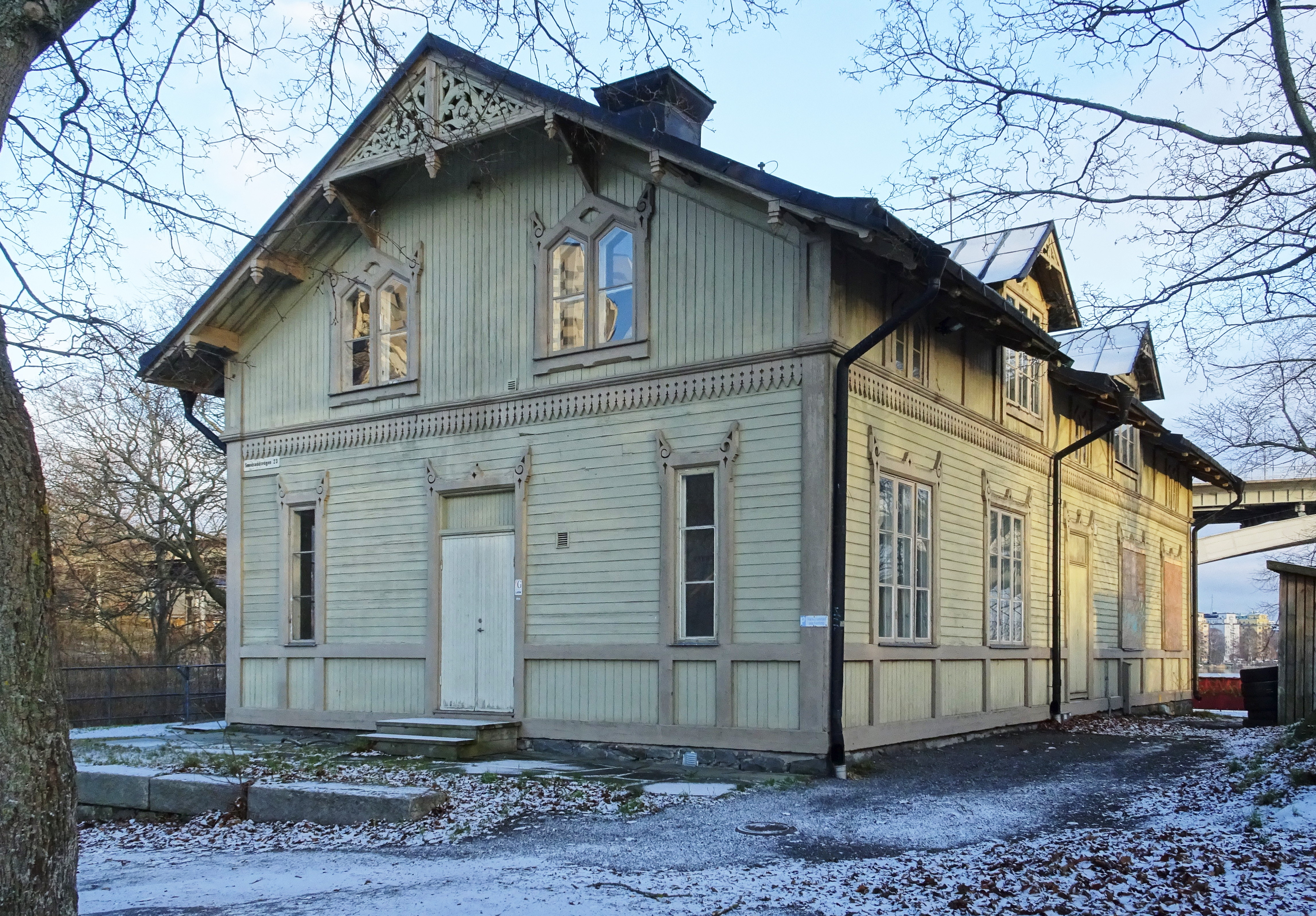
Annexvillan, december 2018.